# 第49回NHK紅白歌合戦
『第49回NHK紅白歌合戦』（だいよんじゅうきゅうかいエヌエイチケイこうはくうたがっせん）は、1998年（平成10年）12月31日にNHKホールで行われた、通算49回目の『NHK紅白歌合戦』である。
20時から21時25分および21時30分 - 23時45分にNHKで生放送された。

## 概要
第45回（1994年）から続いていた20:00 - 23:45枠での放送は今回が最後となった。翌年の第50回以降、第40回（1989年） - 第44回（1993年）同様に19時台から放送する体制となった。今回のテーマは「ニッポンには、歌がある〜夢、希望、そして未来へ〜」

### 司会について
- 両組司会については、紅組司会にはNHK入局5年目ながら大抜擢される形となった久保純子アナウンサー、白組司会には2年連続での登板となるSMAPの中居正広がそれぞれ起用された。なお、今回の司会発表は11月10日に行われた。
- 久保は司会発表会見にて、紅組司会の話を聞いた時の心境を聞かれ、「『私でいいんかい?』と思った」と述べた。久保・中居は当時26歳同士（久保は早生まれ）であり、この両組司会について、「44年ぶり!NHK女性単独アナウンサーの紅組司会」「26歳同士。若さと明るさで乗り切る!」と好意的なマスコミもあった一方、初起用である久保に対して「若さ」を危惧する声が局の内外から上がっていたのも事実だった。総合司会で久保の先輩（慶應義塾大学の先輩でもある）である宮本隆治[2]は久保に対し、当時『NHK歌謡コンサート』（紅白同様、NHKホールから生放送）の司会をしていた経験から司会の指導を行った。12月30日のリハーサル終了後、「宮本さん、なんだかウキウキしてきました!」との久保の言葉を聞いた宮本はこの瞬間、久保の凄さと番組の成功を確信したという[3]。また、久保は本紅白での紅組司会起用が決定した直後より、各週刊誌[4]でフリーアナウンサー転身・民放移籍が報じられるようにもなった（後にフリー転身）。
- 有働由美子は後輩である久保が自身より先に紅白の司会に選出されたことに不満を持ち、これがきっかけで2人は確執関係になったとの報道があった[5]。なお、久保は以後第51回（2000年）まで紅組司会を連続して担当したが、第52回（2001年） - 第54回（2003年）は久保に代わって有働が紅組司会を務める格好となる（2000年に結婚した久保は翌年に産休入りしたことで同年の第52回では司会候補から外れ、代わって有働が選出される運びとなった）。
- 一部メディアは前回初出場を果たした広末涼子や江角マキコが紅組司会の有力候補と報じていた。
- 今回から第59回（2008年）まで司会陣にNHKの女性アナウンサーが起用される体制が続いた。また紅組司会についても今回から第55回（2004年）までNHKの女性アナウンサーの起用に限定されていた。

### 当日のステージ
- 第36回（1985年）以来13年ぶりに歌手リーダー制を復活させた。紅組は和田アキ子（前回の紅組司会）、白組は北島三郎がそれぞれリーダーに抜擢された。
- オープニングは暗いステージに浮かぶ卵型の物体に見せた白い布が久保・中居の声と共に落ちて中から司会者・出場歌手が現れる演出となった。
- 中居が組司会を務めた回の番組冒頭の恒例となっている、中居が手に持つ文字の書かれた扇子は「大爆笑」だった。
- また、両軍司会の紹介は例年の総合司会ではなく、両軍歌手リーダー同士である和田・北島が行った。
- 今回の歌唱曲は、追悼として3曲が選出された[6]。
  - 海援隊の武田鉄矢はこの年亡くなった自身の母親に向け、歌詞を一部改めた「母に捧げるバラード」を歌唱。
  - 橋幸夫はこの年亡くなった作曲家・吉田正の追悼として吉田作曲の「いつでも夢を」を第1部トリで歌唱。
  - 由紀さおり・安田祥子はこの年亡くなった映画監督・黒澤明の追悼として黒澤作品の『生きる』の挿入歌「ゴンドラの唄」を歌唱。
- 前回の出演を最後に1年間の産休に入っていた安室奈美恵が本紅白でステージ復帰し、2年連続で「CAN YOU CELEBRATE?」を歌唱した。歌唱途中、会場からの拍手と声援に感極まって涙を流し、かつて同じグループメンバーとして活動したMAXのメンバーに支えられながらステージを後にした。
  - ちなみにMAXのLinaは当日39度の高熱を出しており、会場に着いた後医務室で倒れ込む状態だったが、医者から尻に注射を打ってステージに立ったという[7]。
- さだまさしが歌唱した「北の国から〜遥かなる大地より〜」は歌詞のない楽曲であることから、歌詞を付けて歌うと報道されたが[6]、実際には歌詞はつけられず、原曲と同様のハミング歌唱となった。紅白でのハミング歌唱は史上初である[8]。さだによると、同じキーの別の歌と組み合わせて歌詞を付けようと何度も挑戦したが、結局自分で気に入らず、歌詞を付けるのを諦めたという[9]。歌詞の代わりとして、さだまさしの直筆のメッセージが間奏のさだによるバイオリン演奏中にテロップ表示された。
- 日本テレビ系列『ウッチャンナンチャンのウリナリ!!』で結成されたポケットビスケッツとブラックビスケッツが同時に合同ユニットとして初出場。番組レギュラーメンバーも応援団としてステージを盛り上げた。
- SMAPは「夜空ノムコウ」を歌唱。司会席に集結した歌手達も観客同様、ペンライトで応援した。中居の代理としてSMAPの曲紹介は久保が行った。
- 「アメリカ橋」を歌唱した山川豊のバックコーラスには、白組歌手の美川憲一、五木ひろしに加え同曲を作曲した平尾昌晃が参加して場を盛り上げた。同曲は年跨ぎのヒットとなり、翌年の第50回でも歌唱された（平尾も2年連続で参加）。今回は持ち時間上2番目の一部が割愛されたが、第50回はリピート部分を除いたフルコーラスで歌われた。
- 15周年を迎えた東京ディズニーランドからミッキーマウスら人気キャラクターを迎えたコラボレーション企画が行われた。なお、この時のバックダンサーを教育テレビで放送されている『天才てれびくん』のてれび戦士らが務めており、後にWaTとして紅白に出場するウエンツ瑛士も、てれび戦士の1人としてステージを務めた。また西田ひかるが「ザッツ ディズニー ファンタジー」の題目で、ディズニーソングの5曲をメドレー形式で披露した。
- 藤岡弘、が、せがた三四郎に扮して登場。TOKIOの曲紹介を務めた直後、怪人イカデビル率いるショッカー軍団の出現からNHKを守るために本郷猛として変身ポーズを取り、仮面ライダー1号に変身。さらに昭和ライダー[10]から加勢した仮面ライダー2号、V3、RXとともにショッカーと果敢に戦い、撃退するという活躍を見せ、この年の1月に逝去した仮面ライダーシリーズの原作者石ノ森章太郎を偲び、低年齢層の視聴者たちの支持を集めた。
- 小林幸子が歌唱した「風といっしょに」はこの年の夏に公開された『劇場版ポケットモンスター ミュウツーの逆襲』のエンディング主題歌であるため、子供の視聴者に配慮し歌詞テロップの漢字には全て振り仮名が振られていた。
- 郷ひろみの曲紹介は中居ではなく、郷の大ファンであるという理由から久保が担当した。
- 北島三郎は「根っこ」歌唱時、途中歌詞を飛ばしてしまう場面があった（1番目の「忘れちゃならない」の部分）。北島は最終審査の集計の際に、総合司会の宮本隆治に「白組は今年勝てるかどうか」と聞かれた際、「今年はダメだな 歌詞忘れちゃったから」とボヤいた。
- 白組トリは2年連続で五木ひろしが担当し、「酒ひとり」を歌唱した。今回の五木を最後に白組歌手における2年連続以上でのトリ担当は第61回（2010年） - 第64回（2013年）のSMAPまで途絶えることとなる。
- 紅組トリおよび大トリはこの年デビュー30周年を迎えた和田アキ子の「今あなたにうたいたい」（和田は4回目の紅組トリで自身初の大トリである）。この時、和田は曲のサビ部分はハンドマイクを外して歌うという離れ技を見せ、観客席からは大拍手が起こった（同曲は1988年に和田のデビュー20周年記念に、加藤登紀子が和田に提供したものであり、和田自身の意向によりシングルA面曲としては発売されていない。ちなみに、和田の公演の常連客だというNHKのスタッフの強い要望により歌唱が実現した）。リハーサルでは会場を完全シャットアウトにして和田側のスタッフや会場スタッフ以外マイク外しでの歌唱することを知らなかったとされる。
- 出場歌手発表の翌日、『サンケイスポーツ』（1998年11月26日付）は今回の紅組トリについて、「安室の2年連続起用（且つ大トリの候補にも挙がっているとした）の可能性がある」と報じていた。その後、『ZAKZAK』（1998年12月18日付）も安室が大トリの候補に挙がっていたと報じた。
- 9対4で紅組が優勝（客席審査では紅組:1428、白組:1130、ゲスト審査員は紅組:7、白組:4で共に紅組が優勢）。審査集計時、宮本が両組司会と両歌手リーダーに「客席審査でどちらが優勢でしょうか?」と聞き、4人とも「紅組が優勢」と答えた。優勝決定後、久保は和田と抱擁し、涙を流した[3]。

### その他のエピソード
- 審査員を務めた藤原紀香はNHK初出演だった。
- 久保と中居は2004年にTBS系列のアテネオリンピック中継のメインキャスター同士として再タッグを組むことになる。
- 翌年の『大河ドラマ』の主演者が審査員に起用されることが慣例的な中、今回では翌年作品『元禄繚乱』の主演・中村勘九郎（後の中村勘三郎）の選出はなかった（応援ゲストでの出演もなし。なお、同作出演者の松平健が審査員を担当）。一方、勘九郎は翌年白組司会に起用されている（紅組司会は久保が続投。また当初白組司会について、マスコミ報道では中居の3年連続起用が有力視されていた[11]）。

## 司会者
- 紅組司会：久保純子（東京アナウンス室）
- 白組司会：中居正広（SMAP）
- 総合司会：宮本隆治（東京アナウンス室）
- ラジオ中継：水谷彰宏 (東京アナウンス室）[12]

## メイン演奏
- 三原綱木とザ・ニューブリード・東京放送管弦楽団（指揮 三原綱木）

## 審査員
- 清水宏保（スピードスケート選手）：1998年長野オリンピックスピードスケート男子500m金メダル。
- 藤原紀香（女優）：この年数多くのCMに出演。
- 琴錦功宗（大相撲・小結）：この年の大相撲九州場所で平幕優勝。
- 中村玉緒（女優）：翌年上期の連続テレビ小説『すずらん』の川村とし役。
- 松平健（俳優）：翌年の大河ドラマ『元禄繚乱』の色部又四郎役。
- 俵万智（歌人）：歌集『そこまでの空 俵万智の贈り物』を出版。
- ジェームス三木（脚本家）：翌々年の大河ドラマ『葵 徳川三代』の作者。
- 服部道子（プロゴルファー）：この年、年間5勝を挙げ賞金女王に輝く。
- 熊川哲也（バレエダンサー）：翌年Kバレエカンパニーを創立。
- 浅利純子（陸上選手）：この年の東京国際女子マラソンで優勝。
- 大橋晴夫･NHK番組制作局長
- 客席審査員（NHKホールの観客全員）

## 大会委員長
- 河野尚行･NHK放送総局長

## 出場歌手
紅組、      白組、      企画、      初出場、      返り咲き。
| 曲順 | 組   | 歌手名             | 回 | 曲目                             |
| ---- | ---- | ------------------ | -- | -------------------------------- |
| 1    | 紅   | SPEED              | 2  | ALL MY TRUE LOVE                 |
| 2    | 白   | DA PUMP            | 初 | Rhapsody in Blue                 |
| 3    | 紅   | モーニング娘。     | 初 | 抱いてHOLD ON ME!                |
| 4    | 白   | TOKIO              | 5  | Love & Peace                     |
| 5    | 紅   | 田川寿美           | 3  | 哀愁港                           |
| 6    | 白   | TUBE               | 2  | きっと どこかで                  |
| 7    | 紅   | 中村美律子         | 6  | 河内おとこ節                     |
| 8    | 白   | 鳥羽一郎           | 11 | 龍神                             |
| 9    | 紅   | 西田ひかる         | 4  | ザッツ・ディズニー・ファンタジー |
| 10   | 白   | 山川豊             | 6  | アメリカ橋                       |
| 11   | 紅   | JUDY AND MARY      | 2  | 散歩道                           |
| 12   | 白   | 山本譲二           | 8  | 俺がいるじゃないか               |
| 企画 | 企画 |                    |    | 98年スポーツヒーローショー       |
| 13   | 紅   | Every Little Thing | 2  | Time goes by                     |
| 14   | 白   | 西城秀樹           | 15 | 傷だらけのローラ                 |
| 15   | 紅   | 香西かおり         | 7  | 浮雲                             |
| 16   | 白   | 吉幾三             | 13 | 冬鷗                             |
| 17   | 紅   | 工藤静香           | 8  | きらら                           |
| 18   | 白   | 前川清             | 8  | 神戸                             |
| 19   | 紅   | 伍代夏子           | 9  | 港恋唄                           |
| 20   | 白   | 橋幸夫             | 19 | いつでも夢を                     |

| 曲順 | 組   | 歌手名                                                   | 回 | 曲目                     |
| ---- | ---- | -------------------------------------------------------- | -- | ------------------------ |
| 21   | 紅   | ポケットビスケッツ&ブラックビスケッツ ・スペシャルバンド | 初 | POWER & Timing 大晦日MIX |
| 22   | 白   | L'Arc〜en〜Ciel                                          | 初 | HONEY                    |
| 23   | 紅   | MAX                                                      | 2  | Ride on time             |
| 24   | 白   | LUNA SEA                                                 | 初 | I for You                |
| 25   | 紅   | 華原朋美                                                 | 3  | daily news               |
| 26   | 白   | 美川憲一                                                 | 15 | 別れの旅路               |
| 27   | 紅   | globe                                                    | 2  | wanna Be A Dreammaker    |
| 28   | 白   | GLAY                                                     | 2  | 誘惑                     |
| 企画 | 企画 |                                                          |    | 紅白パフォーマンス対決   |
| 29   | 紅   | 川中美幸                                                 | 11 | 二輪草                   |
| 30   | 白   | 堀内孝雄                                                 | 11 | 竹とんぼ                 |
| 31   | 紅   | Kiroro                                                   | 初 | 未来へ                   |
| 32   | 白   | 武田鉄矢（海援隊）                                       | 5  | 母に捧げるバラード       |
| 33   | 紅   | 坂本冬美                                                 | 11 | ふたり咲き               |
| 34   | 白   | 郷ひろみ                                                 | 19 | セクシー・ユー           |
| 35   | 白   | T.M.Revolution                                           | 2  | THUNDERBIRD              |
| 36   | 紅   | 小林幸子                                                 | 20 | 風といっしょに           |
| 37   | 紅   | 由紀さおり・安田祥子                                     | 7  | ゴンドラの唄             |
| 38   | 白   | さだまさし                                               | 10 | 北の国から'98            |
| 39   | 紅   | 長山洋子                                                 | 5  | 父さんの詩               |
| 40   | 白   | 谷村新司                                                 | 12 | チャンピオン             |
| 41   | 紅   | 石川さゆり                                               | 21 | 風の盆恋歌               |
| 42   | 白   | 細川たかし                                               | 24 | 北緯五十度               |
| 43   | 紅   | 藤あや子                                                 | 7  | 雪 深深                  |
| 44   | 白   | 森進一                                                   | 31 | 冬の旅                   |
| 45   | 白   | SMAP                                                     | 8  | 夜空ノムコウ             |
| 46   | 紅   | 天童よしみ                                               | 3  | 人生しみじみ…            |
| 47   | 白   | 北島三郎                                                 | 35 | 根っこ                   |
| 48   | 紅   | 安室奈美恵                                               | 4  | CAN YOU CELEBRATE?       |
| 49   | 白   | 五木ひろし                                               | 28 | 酒ひとり                 |
| 50   | 紅   | 和田アキ子                                               | 22 | 今あなたにうたいたい     |

### 選考を巡って
- 今回は初出場が6組と少なく、演歌歌手を中心に返り咲きが多かった。
- 当時J-POP界を席巻していた「沖縄ブーム」の影響で前回に続いて出場の安室奈美恵、SPEED、MAXに加えてKiroro、DA PUMPと計5組の沖縄県出身歌手が選出された[6]。
- 前回初出場した河村隆一がボーカルを務めるLUNA SEAが初出場。
- 主な辞退歌手は以下の通り。
  - 橋幸夫の歌唱曲「いつでも夢を」をデュエットする歌手として当初は吉永小百合にもオファーを送ったが、吉永が「現役の歌手ではない」と辞退した。吉永の辞退の代わりとして、紅組歌手が参加した（先述）。
  - デビュー20周年のサザンオールスターズと、デビュー10周年且つベストアルバムが500万枚を売り上げたB'zの出場が有力視されたが、いずれも辞退した[14]。
  - KinKi Kids、V6は年末にコンサートを行うという理由で出場辞退[14][15]。
  - シャ乱Qはメンバーの1人が謹慎中であることを理由に出場辞退[15]。
  - 都はるみは10月22日、「紅白を卒業したい」と出場辞退を申し出る。翌年以後の出場もないとした[16][14]。ただし都は実質「落選」だったが、番組側の配慮で「辞退」との形になったとする説もある[17]。
- 主な落選歌手は以下の通り。
  - 前回出場した広末涼子、反町隆史は「この年はドラマや舞台の印象が強く、歌手としてのイメージが薄い」ことを理由に落選[14]。なお、前者は出場歌手が発表された11月25日に早稲田大学に合格を決めた。
  - 松田聖子、DREAMS COME TRUE、森高千里は「世論調査やアンケートでの支持が落ちた」ことを理由に落選[14]。
  - この年下期の連続テレビ小説『やんちゃくれ』の主題歌「あそぼう」を担当したウルフルズも視聴者からの支持の低さを理由に落選[15]。

### その他
- 今回の出場を持って北島三郎は最多出場記録（同時に史上初の35回出場も達成）を、森進一は最多連続出場をそれぞれ打ち立てた（いずれも従来の記録は島倉千代子が保持していた）。
- 3年連続出場（初出場以来）の華原朋美、2年連続出場（初出場以来）のT.M.Revolution、返り咲き出場の橋幸夫・山本譲二・工藤静香・TUBE・JUDY AND MARY、初出場のLUNA SEAは翌年不出場（辞退したLUNA SEAと活動休止中だったJUDY AND MARY以外は落選）となり、今回で出場が途切れた。
- このうち、華原は第53回（2002年）・第54回（2003年）、T.M.Revolutionは第56回（2005年）・第64回（2013年）・第65回（2014年）、山本は第51回（2000年） - 第55回（2004年）、工藤は第73回（2022年）に再出場している。
- JUDY AND MARYは2001年に解散したため、今回が最後の出場となっているが、ボーカルだったYUKIが第63回（2012年）でソロとして出場している。LUNA SEAも出場は今回限りだがボーカルの河村が第52回（2001年）でソロとして出場（ソロとしては前回以来2回目の出場）した。

## ゲスト出演者
- 藤岡弘、/せがた三四郎/本郷猛/仮面ライダー1号：TOKIOの曲紹介。
- 仮面ライダー2号：仮面ライダー1号と共にショッカーと戦う。
- 仮面ライダーV3：同上。
- 仮面ライダーBLACK RX：同上。
- 小西美帆（この年下期の連続テレビ小説『やんちゃくれ』のヒロイン・水嶋→大庭→小暮渚役）：中村美律子の曲紹介。
- 高田聖子（同じく『やんちゃくれ』のヒロインの姉・水嶋→木田濤子役）：同上。
- 平尾昌晃：山川豊の曲紹介およびバックコーラス。
- ミッキーマウス、ミニーマウス、ドナルドダック、プルート、グーフィー、チップとデール（ディズニーキャラクター）：西田ひかるの曲中。
- 白雪姫、7人の小人（ディズニー映画『白雪姫』のキャラクター）：同上。
- メリー・ポピンズ、バート、ウェイターペンギン（同じく『メリー・ポピンズ』のキャラクター）：同上。
- エルモ、クッキーモンスター、ビッグバード（『セサミストリート』のキャラクター）：JUDY AND MARYの曲紹介。
- 川上憲伸（中日ドラゴンズ投手[18]）：「98年スポーツヒーローショー」。
- 小関竜也（西武ライオンズ外野手[19]）：同上。
- 伊東浩司（陸上選手）：同上。
- 高橋尚子（陸上選手）：同上。
- 田島寧子（水泳選手）：同上。
- 萩原智子（水泳選手）：同上。
- 中山雅史（ジュビロ磐田フォワード）：同上および谷村新司の曲紹介。
- 爆笑問題（この年の『ポップジャム』司会者）：Every Little Thingの曲紹介。
- 山田花子：香西かおりの曲紹介および「紅白パフォーマンス対決」。
- 今いくよ・くるよ：同上。
- コロッケ：吉幾三の曲紹介。
- 梅沢富美男：前川清の曲中。
- 松平定知（東京アナウンス室）：伍代夏子の曲紹介。第40回（1989年）・第41回（1990年）の総合司会で、当時担当していた『NHKニュース11』で共演していた久保の応援を兼ねて出演。
- K2（『ウッチャンナンチャンのウリナリ!!』レギュラー）：ポケットビスケッツ&ブラックビスケッツスペシャルバンドの曲中。
- よゐこ（同上）：同上。
- 藤崎奈々子（同上）：ポケットビスケッツ&ブラックビスケッツスペシャルバンドの曲中およびGLAYの曲紹介。
- 中山エミリ：GLAYの曲紹介。
- 原田雅彦（スキージャンプ選手）：1998年長野オリンピックスキージャンプラージヒル団体金メダル。ドイツ・ガルミッシュ＝パルテンキルヒェンより中継。長山洋子の曲紹介。

### 演奏ゲスト
- 葉加瀬太郎：工藤静香のヴァイオリン伴奏。
- 塚田佳男：由紀さおり・安田祥子のピアノ伴奏。
- 宮川泰：エンディング「蛍の光」で指揮担当。

## 視聴率
- 第1部の平均視聴率は45.4%、第2部の平均視聴率は57.2%（関東地区・ビデオリサーチ社調べ、以下同じ）で、関東地区では第1部・第2部いずれも紅白が2部制になってから最高の視聴率（当時）を記録した[20]。瞬間最高視聴率は、安室歌唱最中の23:30に記録された64.9%である[20]。安室は平成以後では初となる、関東地区において2年連続での歌手別視聴率1位獲得となった[21]。『サンケイスポーツ』の記事では、不況により屋外でレジャーを楽しむより室内でテレビを視聴する世帯が増えたことが全体的な視聴率上昇の要因であると報じられた[20]。
- 今回を最後に関東地区での平均視聴率55%台超は達成されていない。
- 2部制移行後の最高視聴率となったものの、年間視聴率争いでは、60.9%を記録した6月20日放送の『1998 FIFAワールドカップ 日本-クロアチア』（総合テレビ）、60.5%を記録した6月14日放送の『1998 FIFAワールドカップ 日本-アルゼンチン』（総合テレビ）に及ばず初めて年間視聴率1位の座を譲ることとなった[22][23]。以後も年によっては別番組にその座を奪われることもある。

## 関連番組
紅白歌合戦の舞台裏
放送：BS2 1998年12月30日
司会：楠田枝里子、コロッケ
NHKホールからの中継や過去の回を放送した。